# Svartbreen
Der Svartbreen (norwegisch für Schwarzer Gletscher) ist ein Gletscher im ostantarktischen Königin-Maud-Land. Im Gebirge Sør Rondane liegt er als Teil des Borchgrevinkisen zwischen dem Øydesteinen und dem Alveberget.
Wissenschaftler des Norwegischen Polarinstituts benannten ihn 2016 in Anlehnung an die Benennung des Svartisen in Norwegen.